# Closer (minialbum)
Closer – drugi minialbum południowokoreańskiej grupy Oh My Girl, wydany 8 października 2015 roku przez wytwórnię WM Entertainment i dystrybuowany przez LOEN Entertainment. Płytę promował singel „Closer”. Sprzedał się w nakładzie 11 931 egzemplarzy w Korei Południowej (stan na wrzesień 2016 r.).

## Lista utworów
| Nr | Tytuł         | Słowa               | Kompozycja                                               | Aranżacja        | Czas |
| -- | ------------- | ------------------- | -------------------------------------------------------- | ---------------- | ---- |
| 1. | "CLOSER"      | Seo Ji-eum, Mimi    | Laura Brian, Sean Alexander                              | Avenue 52        | 3:27 |
| 2. | "SAY NO MORE" | Seo                 | Pär Almqvist, August Vinberg, Andreas Öberg              | Almqvist         | 3:06 |
| 3. | "PLAYGROUND"  | Lee Bo-ra, 72, Mimi | Kendall Gaveck, Darren "Baby Dee Beats" Smith, Alexander | Avenue 52, Smith | 3:56 |
| 4. | "SUGAR BABY"  | Guk Yeo-jin, 72     | Gaveck, Smith, Alexander                                 | Smith, Avenue 52 | 4:22 |
| 5. | "ROUND ABOUT" | Kim Eana, Mimi      | Almqvist, Vinberg, Öberg                                 | Almqvist         | 3:40 |

## Notowania
| Lista                   | Pozycja |
| ----------------------- | ------- |
| Gaon Weekly Album Chart | 6       |